# Shahabad ACC
Shahabad ACC è una città dell'India di 6.974 abitanti, situata nel distretto di Gulbarga, nello stato federato del Karnataka. In base al numero di abitanti la città rientra nella classe V (da 5.000 a 9.999 persone). ACC è la sigla di Associated Cements Company, azienda cementificia che ha qui uno dei suoi impianti.

## Società

### Evoluzione demografica
Al censimento del 2001 la popolazione di Shahabad ACC assommava a 6.974 persone, delle quali 3.626 maschi e 3.348 femmine. I bambini di età inferiore o uguale ai sei anni assommavano a 605, dei quali 333 maschi e 272 femmine. Infine, coloro che erano in grado di saper almeno leggere e scrivere erano 5.596, dei quali 3.133 maschi e 2.463 femmine.